# Талтма
Талтма — река в России, протекает в Ханты-Мансийском АО. Устье реки находится в 130 км от устья реки Волья по правому берегу. Длина реки — 62 км, площадь водосборного бассейна — 780 км².

## Притоки
- 12 км: Хомес (пр)
- 40 км: река без названия (пр)
- 47 км: Тильтильма (лв)

## Данные водного реестра
По данным государственного водного реестра России относится к Нижнеобскому бассейновому округу, водохозяйственный участок реки — Северная Сосьва, речной подбассейн реки — Северная Сосьва. Речной бассейн реки — (Нижняя) Обь от впадения Иртыша.
Код объекта в государственном водном реестре — 15020200112115300025090.